# Juhana Vartiainen
Juhana Mikael Vartiainen (ur. 28 maja 1958 w Helsinkach) – fiński politolog, ekonomista i polityk. W latach 2015–2021 deputowany do Eduskunty, od 2021 burmistrz Helsinek.

## Życiorys
W wieku 18 lat wstąpił do Socjaldemokratycznej Partii Finlandii. Odbył obowiązkową służbę wojskową, w 2015 został awansowany do stopnia porucznika (fiń. luutnantti). Studiował ekonomię na Uniwersytecie Helsińskim. W 1984 został asystentem na Wydziale Nauk Społecznych Akademii Fińskiej. W 1992 obronił doktorat z politologii na Uniwersytecie Helsińskim. 
W latach 2005–2012 pracował w szwedzkim Narodowym Instytucie Badań Ekonomicznych, a w latach 2012-2015 był dyrektorem fińskiego Instytutu Badań Ekonomicznych VATT.
W 2015 wstąpił do Partii Koalicji Narodowej i uzyskał mandat do Eduskunty z okręgu Helsinki, uzyskując 11 436 głosów. W 2019 skutecznie ubiegał się o reelekcję, zdobywając 8206 głosów.
W 2021 kandydował do rady miasta Helsinki, uzyskując poparcie 13 898 wyborców. W sierpniu tego roku został wybrany przez radę na urząd burmistrza miasta.

## Odznaczenia
- Komandor 1. Stopnia Orderu Danebroga (Dania, 2025)[7]